# Premier League 2015-2016 (Hong Kong)
La Hong Kong Premier League 2015-2016 è la 104ª edizione della massima competizione nazionale per club di Hong Kong, la squadra campione in carica è il Kitchee Sports Club.

## Squadre Partecipanti
| Team                 | Stadio                      | Città          | Distretto     |
| -------------------- | --------------------------- | -------------- | ------------- |
| Biu Chun Rangers     | Kowloon Bay Park            | Baia di Caolun | Kwun Tong     |
| Dreams Metro Gallery | Sham Shui Po Sports Ground  | Cheung Sha Wan | Sham Shui Po  |
| Eastern              | Mong Kok Stadium            | Mong Kok       | Yau Tsim Mong |
| Southern District    | Aberdeen Sports Ground      | Aberdeen       | Southern      |
| Kitchee              | Mong Kok Stadium            | Mong Kok       | Yau Tsim Mong |
| TSW Pegasus          | Hong Kong Stadium           | So Kon Po      | Wan Chai      |
| South China          | Tseung Kwan O Sports Ground | Tseung Kwan O  | Sai Kung      |
| Wong Tai Sin         | Hammer Hill Sports Ground   | Choi Hung      | Wong Tai Sin  |
| Yuen Long            | Yuen Long Stadium           | Yuen Long      | Yuen Long     |

## Giocatori stranieri
Il numero di giocatori stranieri è stato ridotto a 6 (incluso un Giocatore Asiatico) per team, con non più di 4 giocatori schierati per ogni partita.
| Club                 | Player 1          | Player 2      | Player 3          | Player 4            | Player 5              | Asian Player   |
| -------------------- | ----------------- | ------------- | ----------------- | ------------------- | --------------------- | -------------- |
| H.K. Rangers         | Mauricio          | Paulo César   | Quentin Lendresse | Dieguito            | Ernesto Gómez         | Gee Kyung-hun  |
| Dreams Metro Gallery | Pablo Gallardo    | Leonidas      | Miroslav Šarić    |                     |                       | Kenji Fukuda   |
| Eastern              | James Meyer       | Clayton       | Diego Eli         | Giovane             | Michel Lugo           | Andrew Barisic |
| Wong Tai Sin         | Everton Camargo   | Naves         | Reinaldo          | Mirko Teodorović    | Yoon Dong-hun         | Yūto Nakamura  |
| TSW Pegasus          | Dhiego Martins    | Eduardo Praes | João Emir         | Kristijan Naumovski | Admir Adrović         |                |
| Southern District    | Tomas             | Wellingsson   | Diego Garrido     | Jonathan Carril     | José María Díaz       |                |
| Kitchee              | Fernando Pedreira | Dani Cancela  | Fernando Recio    | Jordi Tarrés        | Rufino                | Kim Tae-Min    |
| South China          | Luiz Carlos       | Mahama Awal   | Cristian Mora     | Félix Borja         | Bojan Mališić         | Ryan Griffiths |
| Yuen Long            | Fábio Lopes       | Gustavo Silva | Luciano Silva     | Stefan              | Aleksandar Ranđelović | Park Chan-Jong |

## Classifica
|                      | Pos. | Squadra              | Pt | G  | V  | N | P | GF | GS | DR  |
| -------------------- | ---- | -------------------- | -- | -- | -- | - | - | -- | -- | --- |
| Hong Kong (bandiera) | 1.   | Eastern              | 38 | 16 | 12 | 2 | 2 | 35 | 13 | +23 |
|                      | 2.   | Kitchee              | 37 | 16 | 11 | 4 | 1 | 32 | 11 | +21 |
|                      | 3.   | South China          | 29 | 16 | 9  | 2 | 5 | 26 | 21 | +5  |
|                      | 4.   | Southern District    | 23 | 16 | 6  | 5 | 5 | 26 | 21 | +5  |
|                      | 5.   | TSW Pegasus          | 17 | 16 | 4  | 5 | 7 | 22 | 27 | -5  |
|                      | 6.   | Dreams Metro Gallery | 16 | 16 | 4  | 4 | 8 | 19 | 30 | -11 |
|                      | 7.   | Yuen Long            | 20 | 16 | 3  | 6 | 7 | 21 | 32 | -11 |
|                      | 8.   | Biu Chun Rangers     | 20 | 16 | 2  | 5 | 9 | 15 | 29 | -14 |
|                      | 9.   | Wong Tai Sin         | 11 | 16 | 2  | 5 | 9 | 17 | 29 | -12 |

Legenda:

      Campione di Hong Kong e ammessa alla AFC Champions League 2017
      Ammessa ai play-off per la AFC Champions League 2017
      Retrocesse in Hong Kong Second Division League 2016-2017
Note:

Tre punti a vittoria, uno a pareggio, zero a sconfitta.

## Play-off per la AFC Champions League
La seconda e terza classificata in campionato partecipano ad un mini torneo ad eliminazione diretta insieme con i vincitori della Hong Kong FA Cup e della Hong Kong Senior Challenge Shield. La squadra che vincerà questo torneo parteciperà alla AFC Champions League 2017

### Squadre qualificate
- Southern District (4ª classificata in campionato)
- TSW Pegasus (vincitore  Hong Kong FA Cup)
- South China (3ª classificata in campionato)
- Kitchee (2ª classificata in campionato e vincitore Hong Kong League Cup))

### Tabellone
|  | Semi-finali       | Semi-finali       | Semi-finali |         |                   | Finale            | Finale | Finale |  |
|  |                   |                   |             |         |                   |                   |        |        |  |
|  | South China       | South China       | 1           |         |                   |                   |        |        |  |
|  | South China       | South China       | 1           |         |                   |                   |        |        |  |
|  | Southern District | Southern District | 2           |         |                   |                   |        |        |  |
|  | Southern District | Southern District | 2           |         | Southern District | Southern District | 0      |        |  |
|  |                   |                   |             |         | Southern District | Southern District | 0      |        |  |
|  |                   |                   | Kitchee     | Kitchee | 2                 |                   |        |        |  |
|  | TSW Pegasus       | TSW Pegasus       | Kitchee     | Kitchee | 2                 | 1                 |        |        |  |
|  | TSW Pegasus       | TSW Pegasus       |             |         |                   |                   |        |        |  |
|  | Kitchee           | Kitchee           | 4           |         |                   |                   |        |        |  |